# Humildad (cristianismo)
La humildad es un valor contrario a la soberbia, que posee el ser humano en reconocer sus habilidades, cualidades y capacidades, y aprovecharlas para obrar en bien de los demás, sin decirlo. La humildad permite a la persona ser digna de confianza, flexible y adaptable, en la medida en que uno se vuelve humilde adquiere grandeza en el corazón de las demás personas.
La humildad es una cualidad o característica humana que es atribuida a toda persona que se considere un ser pequeño e insignificante frente a lo trascendente de su existencia o a Dios según si se habla en términos teológicos. Una persona humilde generalmente ha de ser modesta y vivir sin mayores pretensiones: alguien que no piensa que él o ella es mejor o más importante que otros. El concepto de la humildad en varias concepciones es a menudo mucho más exacto y extenso. La humildad no debe ser confundida con la humillación, que es el acto de hacer experimentar en algún otro o en uno mismo una avergonzante sensación, y que es algo totalmente diferente.